# Lékárna U Bílého jednorožce
Lékárna U Bílého jednorožce je barokní lékárna v západočeském okresním městě Klatovy na náměstí č. p. 149. Dle informací Národního památkového ústavu je chráněn od 3. května 1958 jako kulturní památka.

## Historie
- 1639: jezuité vyměnili tzv. Skřivánkovský dům za Střelcovský dům na klatovském náměstí.
- 1660: založena jezuitská lékárna
- 1674: začala svou živnost další klatovská lékárna, zvaná U Bílého orla
- 1740 se lékárna ve Skřivánkovském domě na náměstí začíná nazývat U Bílého jednorožce
- 1766: připojena lékárna U Bílého orla
- 1773: zrušení jezuitského řádu, Jan Michal Firbas kupuje celé zařízení jezuitské lékárny (zhotovené r. 1733 řezbářem Janem Geschwendtem - dokládá vročení za sloupem u vchodu)
- z poloviny 18. století pocházejí měděné tepané hodiny pod plastikou Michaela
- 1966: zrušení provozu celé lékárny
- listopad 2009 – duben 2010: restaurování nábytku a vybavení lékárny
- červen 2014: dokončena oprava portálu s plastikou jednorožce
- 2017: restaurátorské práce na mobiliáři (pochází z konce 17. století, z 18. a 19. století)

## Popis dalšího vybavení lékárny
Nad dveřmi do přípravny léků je umístěn obraz Panny Marie Klatovské. V expozici je umístěn i přes dva metry dlouhý narvalí zub. V přípravně je třístupňová pec, do níž se přikládá ze samotné lékárny. Sloužila k sušení rostlin pro přípravu léků. Na pracovních stolcích jsou v expozici kromě užité keramiky také různé nástroje – míchačka mastí, palice na ruční pohon, strojky na pouštění žilou, baňky, cínové stříkačky.

## Dnešní provoz lékárny
Po ukončení pravidelného provozu je lékárna expozicí muzea. Otevřena je od dubna do října od úterý do neděle v době od 9 do 12 a od 13 do 17 hodin. Informace o provozu, změnách a časech prohlídek bývají umístěny na vstupních dveřích z náměstí.